# Paul Baumann
Paul Baumann, francoski politik in novinar, * 10. november 1929, † 8. oktober 2014.
Bil je dolgoletni župan Sainte-Marie-aux-Mines.

## Odlikovanja in nagrade
Leta 1996 je prejel častni znak svobode Republike Slovenije z naslednjo utemeljitvijo: »za njegova dela v dobro Sloveniji med njenim osamosvajanjem ter za prispevek k dolgoletnemu sodelovanju med mestoma Ste Marie aux Mines in Tržičem«.
Leta 2001 je bil imenovan za častnega občana Občine Tržič.